# Ética para Amador
Ética para Amador es un ensayo publicado en abril de 1991 por el escritor y filósofo español Fernando Savater. El libro consta de 9 capítulos y trata sobre la ética, moral y filosofía de la vida a través de la historia.
Según el propio Savater, lo escribió porque muchos amigos que eran profesores de instituto necesitaban un texto base para la asignatura de Ética, creada como alternativa a la de Religión. El título, nombrando a su hijo, lo puso para evitar que tuviera un tono excesivamente académico y hace alusión a la Ética a Nicómaco de Aristóteles.
El libro está escrito en un lenguaje sencillo y está dirigido al público general, en especial a los jóvenes. Es un libro destinado a hablar de ética a los adolescentes principalmente (también a personas adultas, pero en menor medida) sin caer en una simple narración de una serie de ideas morales, o que parezcan un manual de cómo actuar en situaciones prácticas de la vida. Pero intenta contribuir filosófica y literariamente al planteamiento de esa manera de actuar que es, en el fondo, la ética.